# Referèndum de 2014 a Luhansk
El referèndum sobre l'estatut polític de Luhansk, va ser anunciat per l'11 de maig de 2014, en el qual els electors van decidir sobre la proclamació de la «independència estatal» d'aquesta regió d'Ucraïna, en el context de les protestes prorusses al sud-est del país. Aquest mateix dia, l'autoproclamada República Popular de Donetsk també va celebrar un referèndum sobre la seva autonomia. El Govern interí de Kíiv va rebutjar la legitimitat d'ambdues consultes, mentre que Estats Units i la Unió Europea tampoc les van reconèixer, dient que no posseeixen «cap legitimitat democràtica». En canvi, el govern rus a Moscou va aconsellar posposar-les, i després les va reconèixer.
La pregunta va ser: «Recolza vostè l'acte d'independència estatal de la República Popular de Luhansk?» I les respostes possibles van ser dues: sí o no. Després hi haurà una altra consulta el 18 de maig, on als votants se'ls demanarà la seva opinió sobre si volen que la regió sigui independent o es converteixi en part de Rússia. Finalment, l'opció d'independència va ser la guanyadora amb un 96%.

### Desenvolupament
El president rus, Vladímir Putin, va cridar als sectors d'oposició al govern central de Kíev a posposar el referèndum per a l'autonomia de Donetsk i Luhansk previst per l'11 de maig. El candidat a la presidència d'Ucraïna Petro Poroshenko va assegurar que la situació en l'est d'Ucraïna pot millorar gràcies a aquesta crida. No obstant això, el 8 de maig els integrants de l'assemblea popular de Donetsk i el Consell Civil de Luhansk van decidir no ajornar la celebració del referend.
Els col·legis electorals van estar oberts a partir de les 09:00, hora local (06:00 UTC), i van tancar les portes a les 22:00 (19:00 UTC). La votació va ser duta a terme als mateixos centres on la població de la regió sol votar durant les eleccions ucraïneses. Autodefenses i policies van realitzar un operatiu de seguretat. Residents de Donetsk i Luhansk residents a Rússia van ser capaços d'emetre el seu vot a Moscou. D'acord amb múltiples fonts de notícies locals, la majoria dels residents no tenien la intenció de vot, mentre que uns altres no sabien on estaven situades les taules electorals.
Durant el desenvolupament dels comisios van ocórrer combats entre militars ucraïnesos i activistes en Novoaydar a 60 quilòmetres de Luhansk i en Baraníkovka. En aquesta última ciutat es van reportar dos ferits. A més, en quatre districtes de la regió de Luhansk els ciutadans no poden votar a causa de la presència de tècnica militar, que no permetia als civils apropar-se als col·legis electorals. Els membres de la Guàrdia Nacional van confiscar vots en 4 col·legis electorals. Prop de les 12 del migdia (hora UTC), la participació ja era gairebé del 80%. Cap a les 18 (hora UTC) va començar el conteo de vots.
A la nit, es va informar que la participació total va ser del 81%. Es va informar que els resultats es donarien a conèixer en una reunió el 12 de maig. No va haver-hi observadors internacionals, encara que es van reportar 36 peticions. El Ministeri de l'Interior d'Ucraïna va informar que la participació va ser del 24%.

### Pregunta
La pregunta va ser: «Recolza vostè l'acte d'independència estatal de la República de Luhansk?» I les respostes possibles van ser dues: sí o no. Les butlletes van estar en els idiomes rus i ucraïnès.

### Seqüeles
El denominat governador popular de Luhansk, Valeri Bólotov, va proclamar el 12 de maig la independència respecte d'Ucraïna. Va anunciar que l'óblast no participarà en les eleccions del 25 de maig i que la República Popular de Luhansk està disposada a demanar a l'ONU que reconegui la seva independència. Bólotov va subratllar que "hem escollit el nostre camí d'independència enfront de les arbitrarietats i el sagnant dictat de la camarilla de Kíiv, el feixisme i el nacionalisme, el camí de la llibertat, el camí de l'estat de dret".
El 13 de maig Valeri Bólotov va ser ferit a bala en un atemptat. Els trets van ser fets a distància quan Bolotov es traslladava en un vehicle.